# Air Nigeria
Air Nigeria (fundada como Virgin Nigeria Airways, posteriormente Nigéria Eagle Airlines), foi uma companhia aérea da Nigéria. A companhia aérea operou serviços regulares de passageiros regionais e nacionais. Seu principal centro de operação foi o Aeroporto Internacional Murtala Muhammed. Sua sede estava localizada em Ikoyi, Estado de Lagos.

## História
Em 28 de setembro de 2004, o governo nigeriano e Virgin Atlantic Airways assinaram um acordo para estabelecer uma nova companhia aérea para a Nigéria, com o nome de Virgin Nigeria Airways (mais tarde mudou-se para Nigéria Eagle Airlines). Os investidores da Nigéria ficaram com 51% da companhia e a Virgin Atlantic Airways ficou com 49%. O voo inaugural da companhia aérea foi em 28 de Junho de 2005, do Estado de Lagos para Londres utilizando um Airbus A340. A companhia, desde então, passou a se tornar uma das maiores companhias aéreas da Nigéria carregando seus passageiros 1.000.000ª e 4.000 toneladas de mercadorias no prazo de dois anos de funcionamento.
Em 2 de junho de 2010, após adquirir participação majoritária na companhia, o empresário nigeriano Jimoh Ibrahim, anunciou que a companhia aérea iria novamente mudar de nome e marca, desta vez para Air Nigeria Development Limited, com a marca Air Nigeria.
Em 6 de setembro de 2012, a companhia aérea anunciou o encerramento de todas as suas operações locais, regionais e internacionais. Encerrou definitiva em 10 de setembro de 2012.

## Frota

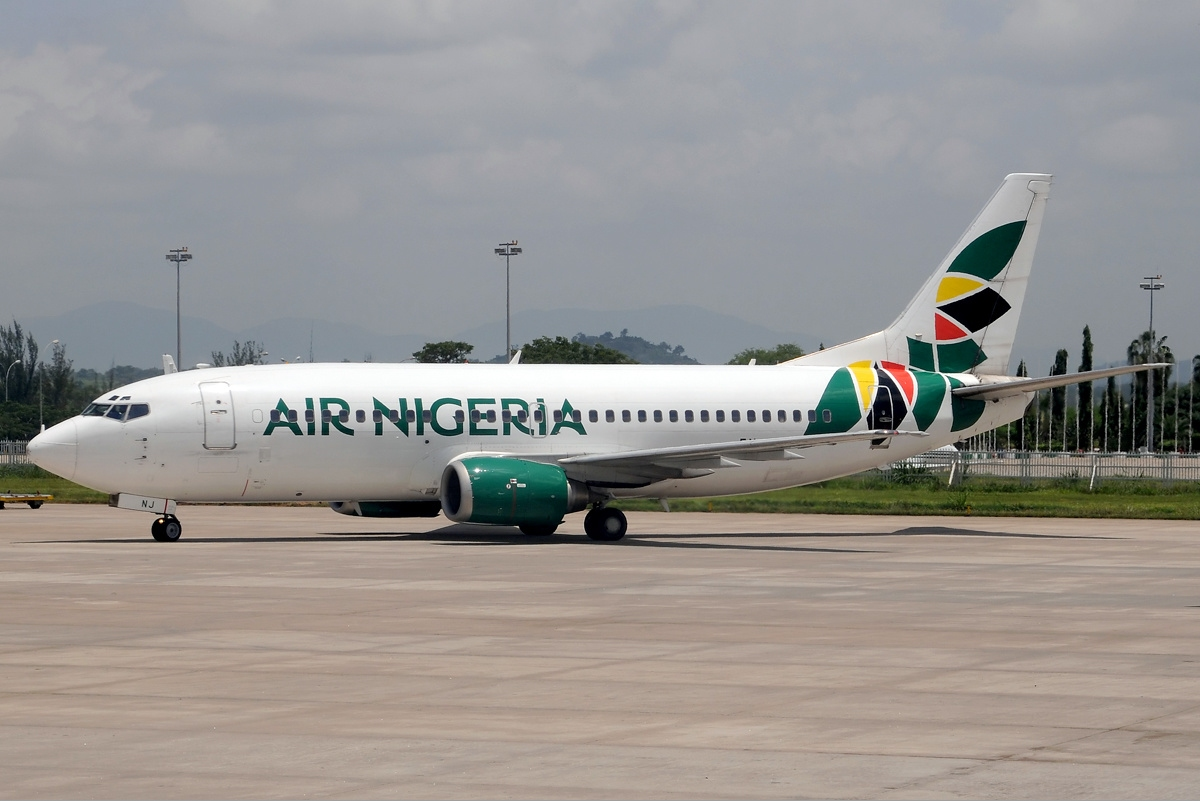
Boeing 737-300 da Air Nigeria.

Em abril de 2012.
- 2 Airbus A330
- 8 Boeing 737-300
- 1 Boeing 737-400
- 2 Embraer E-190